# Paulinum punctatum
Paulinum punctatum is een hydroïdpoliep uit de familie Capitata incertae sedis. De poliep komt uit het geslacht Paulinum. Paulinum punctatum werd in 1911 voor het eerst wetenschappelijk beschreven door Vanhöffen. 